# Bōkyaku Battery
Bōkyaku Battery (忘却バッテリー?) es una serie de manga de béisbol japonesa escrita e ilustrada por Eko Mikawa. Se ha serializado a través de la aplicación de manga en línea de Shueisha Shōnen Jump+, desde abril de 2018 y se ha recopilado en diecisiete volúmenes de tankōbon hasta enero de 2024. En octubre de 2020 se transmitió una adaptación de ONA producida por MAPPA como parte del evento Jump Special Anime Festa 2020. Una serie de televisión de anime, también de MAPPA, transmitida de abril a julio de 2024. Se ha anunciado una segunda temporada.

## Sinopsis
En el mundo del béisbol de la escuela secundaria, Haruka Kiyomine y Kei Kaname son los genios que alguna vez fueron temidos por todos. Esto incluye a Taro Yamada, quien después de competir y perder contra ellos, decidió dejar el béisbol e ir a la escuela secundaria Kotesashi, una escuela sin club de béisbol. Sin embargo, para su sorpresa, se encuentra con Haruka y Kei y descubre que Kei sufre de amnesia: pierde toda memoria de jugar béisbol y se niega a volver a jugar. Al unirse al recién creado club de béisbol, Taro y Haruka deciden traer a Kei de regreso al béisbol mostrándole lo divertido que es hacerlo. Junto a Aoi Todo y Shunpei Chihaya, otros dos genios jugadores de béisbol que también abandonaron el béisbol después de ser aplastados por Haruka y Kei. Los cinco comienzan una vez más a vivir su vida beisbolera.

## Personajes
Haruka Kiyomine (清峰 葉流火 Kiyomine Haruka?)
 Seiyū: Yoshimasa Hosoya (ONA), Toshiki Masuda (anime)
Kei Kaname (要 圭 Kaname Kei?)
 Seiyū: Mamoru Miyano (anime y ONA)
Taro Yamada (山田 太郎 Yamada Tarō?)
 Seiyū: Jun Fukuyama (ONA), Yūki Kaji (anime)
Shunpei Chihaya (千早 瞬平 Chihaya Shunpei?)
 Seiyū: Yoshitsugu Matsuoka (ONA), Nobunaga Shimazaki (anime)
Aoi Todo (藤堂 葵 Aoi Tōdō?)
 Seiyū: Tatsuhisa Suzuki (ONA), Yōhei Azakami (anime)
Kazuki Tsuchiya (土屋 和季 Tsuchiya Kazuki?)
 Seiyū: Yoshitaka Yamaya (anime)
Eiichiro Kokuto (国都 英一郎 Kokuto Eiichirō?)
 Seiyū: Takeo Ōtsuka (anime)
Hironobu Makita (巻田 広伸 Makita Hironobu?)
 Seiyū: Mark Ishii (anime)
Shuto Kirishima (桐島 秋斗 Kirishima Shūto?)
 Seiyū: Kengo Kawanishi (anime)

## Contenido de la obra

### Manga
Bōkyaku Battery está escrito e ilustrado por Eko Mikawa. La serie comenzó en la aplicación de manga en línea Shōnen Jump+ de Shueisha el 26 de abril de 2018. Shueisha ha compilado sus capítulos en volúmenes tankōbon individuales. El primer volumen se publicó el 4 de septiembre de 2018. Al 4 de enero de 2024, se publicaron diecisiete volúmenes.

### Anime
El número 40 de Shueisha's Weekly Shōnen Jump lanzado el 7 de septiembre de 2020 anunció que la serie se adaptaría a un anime original net (ONA) como parte del evento online Jump Special Anime Festa 2020. ONA está animada por MAPPA y dirigida por Parako Shinohara, con Noriko Itou como diseñadora de personajes y directora jefe de animación, y Hisako Akagi como directora de arte. Se transmitió como parte del evento el 11 de octubre de 2020.
El 3 de agosto de 2023 se anunció una adaptación de la serie de televisión de anime. Será producida por MAPPA y dirigida por Makoto Nakazono, con la dirección asistente de Takeshi Iida, guiones escritos por Michiko Yokote, personajes diseñados por Hitomi Hasegawa y música compuesta por Tomoki Kikuya y Hiroko Yamasaki. La serie se estrenará el 10 de abril de 2024 en TV Tokyo y otras cadenas. El tema de apertura es "Lilac" interpretado por Mrs. GREEN APPLE, mientras que el tema de cierre es "Wasurena Uta" interpretado por Macaroni Enpitsu. Crunchyroll obtuvo la licencia de la serie fuera de Asia.
Una segunda temporada de la serie de anime fue anunciada el 10 de noviembre de 2024.

## Recepción
La serie obtuvo el sexto lugar en la categoría de manga web de los Next Manga Awards 2019.